# Дитмар Якобс
Дитмар Якобс (на немски: Ditmar Jakobs) е бивш германски футболист, роден на 28 август 1953 г.
В Първа Бундеслига Якобс изграва 493 мача за Рот-Вайс Оберхаузен, Тенис Борусия Берлин, Дуисбург и Хамбургер. По този показател е на първо място във вечната класация. С Хамбургер печели КЕШ, две шампонски титли и Купата на Германия.
С Германия участва на СП 1986, където става вицешампион.
Кариерата му приключва принудително на 20 септември 1989 г. след тежко нараняване по време на мача срещу Вердер Бремен. Играч на Вердер прехвърля вратаря на Хамбургер, а притичалият Якобс избива топката от голлинията, но пада върху куката, която придържа мрежата към земята. Куката се забива дълбоко в гърба му и чак след 20 минути докторът на отбора успява да го освободи от това положение, след като със скалпел изважда парчето метал. При тази операция обаче са прерязани няколко нерва близо до гръбначния стълб и това не му позволява да упражнява професията си.

## Успехи
- 1 х световен вицешампион: 1986
- 1 х носител на КЕШ: 1983
- 1 х финалист за КЕШ: 1980
- 1 х финалист за Купата на УЕФА: 1982
- 2 х шампион на Германия: 1982 и 1983
- 4 х вицешампон на Германия: 1980, 1981, 1984 и 1987
- 1 х носител на Купата на Германия: 1987